# Карпофор (бестиарий)
Карпофо́р (лат. Carpophorus; вторая половина I века н. э.) — гладиатор, бестиарий. Сражался со зверями на играх по случаю открытия Колизея (80 год н. э.); известен по упоминаниям в «Книге зрелищ» поэта Марциала (эпиграммы №№ 15, 23, 28(27)).
Имя Карпофора — греческого происхождения и означает «плодоносец». По словам Марциала, в играх 80 года н. э. Карпофор участвовал ещё юношей. Бился рогатиной (охотничьим копьём, лат. venabula). Как сообщается в эпиграмме № 15, сразил на арене льва, медведя и «парда» (лат. pardus) — этим словом может называться леопард или, возможно, гепард (поскольку Марциал снабжает «парда» эпитетом volucer — «стремительный, быстрый как птица»); эпиграмма № 28(27) говорит о двадцати зверях, убитых Карпофором за одно выступление.
Марциал сравнивает Карпофора с героями мифов, побеждавшими зверей и чудовищ: Мелеагром, Геркулесом, Тесеем, Беллерофонтом, Ясоном и Персеем — это один из постоянных мотивов «Книги зрелищ»: игры, устроенные императором Титом, превосходят все величайшие чудеса, какие видели древность и современность. Имя Карпофора встречается в тексте книги трижды, тогда как имена других популярных гладиаторов — Мирина (Myrinus), Триумфа (Triumphus), Приска (Priscus) и Вера (Verus) — только по одному разу.
Некий Карпофор упоминается также у Ювенала (сатира VI, стих 199) — но это, по-видимому, другой персонаж.